# Charles Drage
Charles Hardinge Drage (* 29. März 1897; † 31. Juli 1983) war ein britischer Marineoffizier und Sachbuchautor.

## Leben
Als junger Mann trat Drage 1910 in die Royal Navy ein. Während des Ersten Weltkriegs nahm er als Midshipman an der Gallipoli-Kampagne teil. Nach dem Krieg schloss er 1920 ein Studium am Christ Church College der Universität Oxford ab. Von 1923 bis 1926 war er an Bord der Sloop HMS Bluebell in chinesischen Gewässern stationiert.
Drage schied schließlich im Rang eines Lieutenant Commander aus der Marine aus. Anschließend fand er Verwendung im britischen Auslandsgeheimdienst MI6: In den 1930er und 1940er Jahren leitete Drage die Abteilung des MI6 in Südchina (Secret Intelligence Service, SIS) in Hongkong. Zur äußerlichen Tarnung seiner Tätigkeit bekleidete er dabei die Stellung eines Handelsberaters der britischen Regierung mit Büros in der Zentrale der Hongkong and Shanghai Bank.
In den 1950er und 1960er Jahren veröffentlichte Drage eine Reihe von populärwissenschaftlichen Biographien über verschiedene Persönlichkeiten, die er während seiner Zeit in Ostasien kennen gelernt hatte: So über den Abenteurer Morris Cohen und den Kommandeur der Leibgarde des Generalissimus Chiang Kai-shek und ehemaligen Berliner SA-Chef Walther Stennes. Das Buch über den letzteren (The amiable Prussian) hat auch eine Übertragung ins Deutsche unter dem Titel Als Hitler nach Canossa ging gefunden.

## Schriften
- Two Gun Cohen London 1954. (in den USA veröffentlicht als The Life and Times of General Two-Gun Cohen, 1954)
- Chindwin to Criccieth: the life of Godfrey Drage, 1956.
- The Amiable Prussian, London 1958. (auf Deutsch: Als Hitler nach Canossa ging, Berlin 1982)
- The Strange Profession of William King, London 1962.
- General of Fortune. The Story of One-Arm Sutton, 1963.
- Servants of the Dragon Throne Being the Lives of Edward and Cecil Bowra, 1966.
- Family story. The Drages of Hatfield, 1969.
- Taikoo, 1970.
- The Poon, and Other Stories, 1971.